# Barraca del camí del Corral del Fortuny II
Barraca del camí del Corral del Fortuny II és una barraca de pedra seca del Pla de Santa Maria (Alt Camp) inclosa a l'Inventari del Patrimoni Arquitectònic de Catalunya.

## Descripció
És una construcció de casella gran i complexa, que inicialment presenta una planta circular que evoluciona en cercles concèntrics. Presenta també un gran massís rectangular de pedra sobrera. Està associada a un marge per la part posterior. La seva orientació és sud-est.
El seu portal està rematat amb una llinda. La seva planta interior és també circular amb un diàmetre de 3'25m. No presenta elements funcionals. Està coberta amb una falsa cúpula tapada amb una llosa, alçada màxima 3'90m.